# Tejinder Pal Singh
Tajinder Pal Singh Toor (* 13. November 1994 in Khosa Pando, Punjab) ist ein indischer Leichtathlet, der sich auf das Kugelstoßen spezialisiert hat. Er war Inhaber des Asienrekords und ist aktuell Inhaber des Landesrekordes und siegte 2018 und 2022 bei den Asienspielen sowie 2019 und 2023 bei den Asienmeisterschaften.

## Sportliche Laufbahn
Erste internationale Erfahrungen sammelte Tejinder Pal Singh bei der Sommer-Universiade 2015 in Gwangju, bei der er mit 19,24 m den fünften Platz belegte. 2017 nahm er an den Asienmeisterschaften in Bhubaneswar teil und gewann dort mit 19,77 m die Silbermedaille hinter dem Irani Ali Samari. Anschließend gewann er Anfang September auch bei den Asian Indoor & Martial Arts Games in Aşgabat mit 19,18 m die Silbermedaille, diesmal musste er sich dem Kasachen Iwan Iwanow geschlagen geben. 2018 erfolgte die Teilnahme an den Hallenasienmeisterschaften in Teheran, bei denen er mit 19,18 m ebenfalls die Silbermedaille gewinnen konnte. Im April nahm er zum ersten Mal an den Commonwealth Games im australischen Gold Coast teil und belegte dort mit 19,42 m im Finale den achten Platz. Ende August nahm er erstmals an den Asienspielen in Jakarta teil und siegte dort mit neuem Spiele- und Landesrekord von 20,75 m vor dem Chinesen Liu Yang.
2019 siegte er erstmals bei den Asienmeisterschaften in Doha mit 20,22 m vor dem Chinesen Wu Jiaxing. Er erhielt damit ein Freilos für die Weltmeisterschaften ebendort im Oktober, bei denen er mit 20,43 m in der Qualifikation ausschied. Anschließend wurde er bei den Militärweltspielen in Wuhan mit einer Weite von 20,36 m Sechster. Anfang Dezember siegte er bei den Südasienspielen in Kathmandu mit neuem Spielerekord von 20,03 m. 2021 verbesserte er in Patiala den von Abdelrahman Mahmoud gehaltenen Asienrekord auf 21,49 m und qualifizierte sich damit für die Olympischen Spiele in Tokio, bei denen er mit 19,99 m aber den Finaleinzug verpasste. 2022 brachte er bei den Hallenweltmeisterschaften in Belgrad keinen gültigen Versuch zustande und im Juli schied er bei den Freiluftweltmeisterschaften in Eugene ebenfalls ohne einen gültigen Stoß in der Qualifikationsrunde aus. Im Jahr darauf siegte er bei den Hallenasienmeisterschaften in Astana mit einer Weite von 19,49 m sowie im Juli mit 20,23 m bei den Freiluftmeisterschaften in Bangkok. Zuvor verbesserte er seinen eigenen Asienrekord auf 21,77 m. Im Oktober siegte er mit 20,36 m bei den Asienspielen in Hangzhou. 
2024 verteidigte er bei den Hallenasienmeisterschaften in Teheran mit 19,72 m erfolgreich seinen Titel. Im Juni verlor er den Asienrekord an den Saudi-Araber Mohammed Tolo und im August schied er bei den Olympischen Sommerspielen in Paris mit 18,05 m in der Qualifikationsrunde aus.
In den Jahren 2017 und 2019 sowie von 2021 bis 2024 wurde Pal Singh indischer Meister im Kugelstoßen.